# EUROSCI Network
EUROSCI Network este o rețea academică internațională care promovează cooperarea interuniversitară prin intermediul tehnologiei educative. Înființată la 1 septembrie 2016, oferă servicii membrilor individuali și partenerilor instituționali în domeniile de cooperăre internațională, pregatirea cadrelor didactice, managementul prezenței online, intermedierea sponsorizării și asigurarea calității. Activitățile sale includ trei ediții ale unui curs online deschis de integrare europeană finanțat de Uniunea Europeană. De asemenea, rețeaua a promovat activități de informare pentru profesori și studenți de alte niveluri educaționale, cum ar fi învățământul secundar. 

## Instituții partenere
Rețeaua avea 24 de instituții partenere în iulie 2020, de-a lungul 13 țări diferite din Europa, Africa și America de Sud:
| Țară           | Instituții                                            |
| -------------- | ----------------------------------------------------- |
| Brazilia       | Universitatea Metodistă din Piracicaba                |
| Brazilia       | Universitatea Metodistă din Sao Paulo                 |
| Columbia       | Universitatea Catolică din Columbia                   |
| Spania         | Universitatea din A Coruña                            |
| Spania         | Universitatea din Santiago de Compostela              |
| Marea Britanie | Royal Holloway, Universitatea din Londra              |
| Marea Britanie | University of South Wales                             |
| Germania       | Universitatea din Siegen                              |
| Grecia         | Universitatea din Tesalia                             |
| Italia         | Universitatea din Palermo                             |
| Kosovo         | Universitatea din Priștina                            |
| Libia          | Universitatea din Benghazi                            |
| Libia          | Universitatea din Sebha                               |
| Libia          | Universitatea din Tripoli                             |
| Maroc          | HESTIM Engineering and Business School                |
| Polonia        | Politehnica din Lublin                                |
| România        | Școala Națională de Studii Politice și Administrative |
| România        | Universitatea Alexandru Ioan Cuza din Iași            |
| România        | Universitatea Politehnică din București               |
| România        | Universitatea Ștefan cel Mare din Suceava             |
| România        | Universitatea Tehnică Gheorghe Asachi din Iași        |
| Ucraina        | Universitatea din Odesa                               |
| Ucraina        | Universitatea din Cernăuți                            |
| Ucraina        | Universitatea Agroecologică Națională din Zhytomyr    |